# 山の手さくら
山の手さくら（やまのてさくら）は静岡県焼津市北部の策牛（むちうし）・関方（せきがた）・方ノ上（かたのかみ）からなる「山の手地区」の、朝比奈川（瀬戸川支流）左岸部の土手沿いに植樹されたカワヅザクラの地域呼称である。毎年2月中旬から3月中旬に見頃となり、地域の祭が開催される。

## 概要
山の手地区（策牛・関方・方ノ上）の有志団体「焼津市山の手未来の会」が、香り有る地域づくりを目的に朝比奈川の土手に沿って植えた200本のカワヅザクラである。朝比奈川にかかる東名高速道路の橋梁西側から、朝比奈川・葉梨川（はなしがわ）・吐呂川（とろがわ）の3河川が合流する地点付近までの約2kmの範囲に植えられている。サクラ以外にもナノハナや、福井県から贈られたニホンズイセン（越前水仙）が植えられている。
毎年2月中旬から3月中旬に見頃を迎え、2月の下旬に「山の手さくらまつり」が開催される。土手沿いには臨時駐車場が設置され、地域物産店などが出店する。2024年（令和6年）2月23日（金）開催予定会で第20回開催を迎える。

## アクセス
焼津市サイトの案内に基づく。
- 焼津駅南口1番乗り場で焼津市自主運行バス「さつき」乗車→「坂本南」バス停下車徒歩5分
- 焼津駅南口1番乗り場でしずてつジャストラインバス「焼津岡部線」乗車→「関方」バス停下車徒歩約7分